# Consiglio nazionale federale
Il Consiglio nazionale federale (in arabo: المجلس الوطني الإتحادي, al-Majlis al-Watani al-Ittihadi) è l'autorità federale degli Emirati Arabi Uniti costituita per rappresentare la popolazione della Federazione. Il consiglio è composto da 40 membri con compiti consultivi nel processo legislativo. Venti membri sono eletti dai cittadini degli Emirati Arabi Uniti attraverso un collegio elettorale, mentre i rimanenti venti sono nominati dai sovrani di ciascun emirato. La sede delle riunioni dell Consiglio è situata ad Abu Dhabi, la capitale degli Emirati Arabi Uniti.
Il comitato elettorale nazionale organizza le elezioni ed è autorizzato a nominare i membri del collegio elettorale. Qualsiasi cittadino può essere selezionato come membro. Il comitato è stato istituito nel febbraio del 2011 con il consenso del Consiglio supremo federale ed è presieduto dal ministro di Stato per gli affari del Consiglio federale nazionale. Il comitato ha l'autorità di occuparsi dell'elezione dei rappresentanti di tutti gli emirati.

## Storia
Il Consiglio nazionale federale (FNC) venne istituito con la Costituzione provvisoria degli Emirati Arabi Uniti nel 1971 come componente permanente della struttura governativa del paese che comprende anche il Consiglio supremo federale, il presidente e il vicepresidente della Federazione, il Governo federale e la magistratura federale. Prima del 2006, tutti i membri del Consiglio federale nazionale erano scelti dai sovrano degli emirati.
Negli ultimi 43 anni, il Consiglio ha discusso di centinaia di questioni e di leggi riguardanti le persone e l'economia del paese. Secondo la Costituzione, i progetti di legge federale devono prima passare attraverso il Consiglio per la revisione e le raccomandazioni. Le bozze di legge e gli emendamenti formati con l'aiuto di comitati interni specializzati sono presentati al Consiglio per essere discussi e successivamente rimandati al Consiglio dei Ministri per l'esame e l'approvazione. Nel corso della sua storia, il Consiglio ha influenzato il governo federale nella redazione delle leggi. Le bozze di legge originali del Consiglio dei Ministri vengono modificate dal Consiglio per soddisfare le esigenze dei cittadini che rappresentano.
Il Consiglio è responsabile ai sensi della Costituzione per l'esame e, se lo desidera, la modifica di tutta la legislazione federale proposta ed è autorizzata a convocare e interrogare qualsiasi ministro federale in merito alle prestazioni del ministero. Uno dei compiti principali del Consiglio è discutere il bilancio annuale. Per aiutare i membri del Consiglio a far fronte alle crescenti richieste del governo moderno sono stati formati sottocomitati specializzati e un'unità di ricerca e studi.

## Composizione
La composizione del Consiglio nazionale federale è la seguente. Una metà dei membri è eletta e l'altra metà è nominata:
| Emirato        | Numero di membri |
| -------------- | ---------------- |
| Abu Dhabi      | 8                |
| Dubai          | 8                |
| Sharjah        | 6                |
| Ras al-Khaima  | 6                |
| Ajman          | 4                |
| Fujaira        | 4                |
| Umm al-Qaywayn | 4                |
| Totale         | 40               |

## Elenco dei presidenti
| Nome                            | Inizio mandato   | Fine mandato     | Note         |
| ------------------------------- | ---------------- | ---------------- | ------------ |
| Thani Abdullah Humaid           | 1972             | 1976             | [ 8 ] [ 9 ]  |
| Taryam bin Omran Taryam         | 1977             | 1981             | [ 8 ] [ 9 ]  |
| Hilal bin Ahmed bin Lootah      | 1981             | 1991             | [ 8 ] [ 9 ]  |
| Al Haj bin Abdullah Al Muhairbi | 1993             | 1996             | [ 8 ] [ 9 ]  |
| Mohammed Khalifa Habtour        | 1997             | 2003             | [ 8 ] [ 9 ]  |
| Saeed Mohammad Al Gandi         | 2003             | 2005             | [ 8 ] [ 9 ]  |
| Abdul Aziz Al Ghurair           | febbraio 2007    | 15 novembre 2011 | [ 9 ] [ 10 ] |
| Mohammad Al-Murr                | 15 novembre 2011 | 18 novembre 2015 | [ 9 ] [ 11 ] |
| Amal Al Qubaisi                 | 18 novembre 2015 | 14 novembre 2019 | [ 7 ] [ 9 ]  |
| Saqr Ghobash                    | 14 novembre 2019 |                  | -            |

## Elezioni

### Elezioni del 2006
Non tutti i cittadini degli Emirati Arabi Uniti possono votare o candidarsi alle elezioni. Alle elezioni del 2006 furono autorizzati a partecipare 6 689 cittadini su 800 000. I candidati furono scelti dai sovrani degli emirati.
Alle donne fu permesso di votare e candidarsi, ma non c'era alcuna quota a garantire che un certo numero di donne fosse eletto come in altri paesi arabi. Oltre il 14% dei candidati erano donne. Alla fine del 2003, tutti i quaranta membri del Consiglio erano di sesso maschile.
I funzionari elettorali dichiararono che i sondaggi affermavano che i cittadini speravano fosse aperta la strada al suffragio universale nei successivi anni. Anche allora, tuttavia, vennero eletti solo la metà dei membri del Consiglio.
Alla fine del 2006, metà del Consiglio era stata eletta. Queste elezioni furono viste come il primo passo verso la democrazia negli emirati.

### Elezioni del 2011
Nel 2011, le elezioni parlamentari ebbero un collegio elettorale di 129 274 membri, quasi 20 volte più numeroso rispetto al 2006. Il nuovo collegio elettorale comprendeva circa il 12% dei cittadini degli Emirati Arabi Uniti. Circa il 35% dei membri aveva meno di 30 anni e il 46% erano donne.
In totale, 468 cittadini, tra cui 85 donne, si candidarono alle elezioni. Molti di essi si impegnarono a fornire una migliore istruzione e assistenza sanitaria e più alloggi per i giovani cittadini degli Emirati Arabi Uniti. Altri promisero di rafforzare l'identità e la cultura del paese. Diversi candidati utilizzarono i social network come Facebook per presentare i loro programmi.

### Elezioni del 2015
Il collegio elettorale aumentò dai 129 274 cittadini del 2011 a 224 279. Tutti i candidati si candidarono come indipendenti. Durante le campagne elettorali, molti candidati si concentrarono su questioni sociali, promettendo di fornire alloggi migliori e più servizi sanitari. Altri si concentrarono sulla creazione di posti di lavoro e sul miglioramento dei servizi educativi. L'affluenza aumentò dal 27,25% al 35,29%. Come nelle elezioni del 2011, una donna era tra i 20 eletti. Il 18 novembre i nuovi membri del 
Consiglio prestarono giuramento. Le donne erano otto.
Le elezioni del 2015 videro l'utilizzo di un sistema a voto unico (nel senso che ciascun elettore votò per un solo candidato nel suo emirato). In precedenza, gli elettori potevano votare per la metà del numero di seggi dei loro rispettivi emirati. Nel 2015, per la prima volta, gli elettori residenti all'estero poterono votare.

### Elezioni del 2019
Il collegio elettorale aumentò dai 224 279 cittadini del 2015 a 337 738. Tutti i candidati si candidarono come indipendenti. L'affluenza diminuì dal 35,29% al 34,81%. Il 14 novembre i nuovi membri del Consiglio prestarono giuramento.
Le elezioni del 2019 videro l'utilizzo di un sistema a voto unico (nel senso che ciascun elettore votò per un solo candidato nel suo emirato). Tutti i candidati si sono candidati candidati come indipendenti. 117.592 elettori hanno votato.